# Libetbánya
Libetbánya (szlovákul: Ľubietová, németül: Libethen) község, egykor jelentős bányaváros Szlovákiában, a Besztercebányai kerületben, a Besztercebányai járásban.

## Fekvése
Besztercebányától 19 km-re keletre, a Hutná völgyében hosszan elnyúlva fekszik.

## Története
Területe már a történelem előtti időkben is lakott volt. A Huta feletti barlangban 1959-ben kőkorszaki csonteszközöket, köztük egy csontból készített kést, cseréptöredékeket és a barlangi medve csontjait találták meg.
A 13. században német bányászok alapították és csakhamar az ország egyik legjelentősebb bányavárosa lett. Kiváltságait 1379-ben Nagy Lajos királytól kapta, melyeket 1384-ben Mária királynő kiterjesztett. 1388-ban „Lubeta” a neve. Plébániája 1397-ben már létezett. 1400-ban „Libeta” néven találjuk. 1405-ben és 1434-ben Luxemburgi Zsigmond felmentette polgárait az adófizetés és az egyházi tized fizetése alól. 1433-ban a husziták támadták meg a települést. Borbála királynőtől vámmentességet kapott. 1470-ben Hunyadi Mátyás az egész ország területére felmentette polgárait mindennemű adófizetés alól. 1495-ben „Lwbethhowa” néven említik. 1496-ban II. Ulászló az ország egész területén szabad mozgást biztosított a libetbányai polgárok számára, II. Lajos pedig 1519-ben szabad kereskedelmet engedélyezett számukra. 1519-ben „Lybeth Banya”, 1524-ben „Libethbanya” alakban említik az írott források. A 16. században a török veszély hatására négy saroktornyos várat építettek, a templomot pedig erődfallal vették körül. Lakói a reformáció hatására felvették az új hitet. A vaskohászat az ugróci nagykohó építésével 1692-ben indult meg. 1727-ben a Fuggerek ellen tört ki felkelés a városban. A felkelés vezetőjét, a lutheránus papot kivégeztették.
A 18. század végén Vályi András így ír róla: „LIBET BÁNYA. Biebethen. Libetha, Lubietova. Szabad Királyi Bánya Város Zólyom Várm. lakosai katolikusok, és evangelikusok, kevés németek, és leg inkább tótok lakják, fekszik Besztercze Bányához két mértföldnyire hegyek között. Hajdani lakosai a’ Szászok valának, Királyi Várossá tette I. LAJOS Király 1379dikben; annakutánna pedig 1384dikben MÁRIA által jelesen meg ajándékoztattak. Meg fosztattak ugyan a’ Hussziták által e’ Városbéliek mind szabadságaiktól, mind pedig javaiktól; de MÁTYÁS Királynak kegyelme által ismét vólt birtokaikba helyheztettek. Első FERDINÁND Tsászárnak uralkodása alatt pedig 1535dikben határja is, hogy a’ villongásoknak szomszédjaikkal vége szakadjon, ki jegyeztetett, és meg állapíttatott, mellynek birtokában a’ következett Királyok által is megerőssíttettek, kivált LEOPOLD által 1696dikban. Annakutána RUDOLF Tsászárnak uralkodása alatt meg újjíttattak a’ Városnak kőfalai. Bányáik az előtt gazdagok valának, és arannyal jutalmazák az ásóknak fáradozásaikat; de már most leg inkább rézzel, és vassal fizetnek. Épűletei e’ Városnak régi, és erőss épűletű Szentegyházán kivűl, középszerűek, mindazáltal nem ízlés nélkűl vannak készítve. Legelője kiváltképen egésséges, ’s a’ Város két patakok által nedvesíttetik, úgy mint Hutna, és Uvodka vizek által. Nevezetes épűlet továbbá itten a’ Városháza, melly a’ Városnak közepén építtetett, több más kisebb épűletekkel, amaz a’ régi békételen időkben Vár gyanánt vala meg erőssítve, ’s a’ lakosoknak meg lehetős óltalmat szolgáltatott. Határja soványas, hegyei számosak, fájok bőven van, réttyeik imitt amott jók, legelőjök tágas, életet máshonnan is szereznek.”
1832-ben szabad királyi város lett, és sok kiváltságot kapott.
Fényes Elek 1851-ben kiadott geográfiai szótárában így ír a településről: „Libetbánya, (Libethen, Liebetova), szabad királyi és bánya-város, Zólyom vármegyében, Beszterczéhez keletre 2 mfld., a Viszoka hegy tövében. Királyi várossá 1382-ben lett, s később némelly királyoktól, u. m. Zsigmondtól, Mátyástól, Ulászlótól, II. Lajostól, I. II. III. Ferdinandtól s I. Leopoldtól különféle kiváltságokat nyert. Épületei közt, mellyek rendszerint alacsonyak, főképen emlitést érdemel a város közepén fekvő 4 tornyú vár. Ezt közönséges vélekedés szerint Corvin Mátyás épitette, s meg is volt erősitve; most városi tanácsházúl szolgál. Van itt továbbá egy szép kath., és egy evang. anyaszentegyház; a város mellett számos hámor és ércz-zuzó ház; czément-víz, melly a vasat rézre változtatja; több bányák, mellyekben rézre és vasra különösen dolgoznak. Hajdan aranybányáji is voltak. Lakosai hajdan szászok, most tótok: 331 kath., 1280 evang.-ra mennek, s földmivelésből, bányászságból, faeszközök s edények készitéséből táplálják magokat. Határja Libethnek, mellyet 2 patak nedvesit, erdős hegyes sovány; gabonát keveset, de lent igen jót terem; erdeje rengeteg lévén sok faeszközöket csinálhatnak, s azokat az alföldön gabonáért, zsiradékért cserélik be.”
A réz kitermelése 170 év után 1872-ben szűnt meg. A trianoni diktátumig területe Zólyom vármegye Besztercebányai járásához tartozott.

## Népessége
| Év:            | 1994. | 2004.   | 2014.    | 2024.   |
| -------------- | ----- | ------- | -------- | ------- |
| Emberek száma: | 974   | 986     | 1171     | 1269    |
| Eltérés:       |       | +1,23 % | +18,76 % | +8,36 % |

| Év:            | 2023. | 2024.   |
| -------------- | ----- | ------- |
| Emberek száma: | 1278  | 1269    |
| Eltérés:       |       | -0,70 % |

1910-ben 1813, túlnyomórészt szlovák anyanyelvű lakosa volt.
2001-ben 984 lakosából 969 szlovák volt.
2011-ben 1074 lakosából 1030 szlovák volt.

## Nevezetességei
- Az egykori városháza valaha megerősített épület volt, amely az ellenség elöl védte meg a város lakóit.
- Két temploma van, az egyik a római katolikus, a másik az evangélikus. Katolikus templomát Szent Mária Magdolna tiszteletére szentelték. Eredetileg gótikus stílusú volt, de később teljesen átépítették. Keleti és déli falain 16. századi falfestmények maradványai látszanak.

## Neves személyek
- Itt született 1784. július 15-én Dunaiszky Lőrinc szobrászművész. 1809-től Pesten élt, korának legtöbbet foglalkoztatott magyar szobrásza volt. Számos egyházi szobrot, síremléket, épületdíszt készített.
- Itt született 1894-ben Kossányi Béla magyar történész, levéltáros, 1949-ben a Magyar Országos Levéltár főigazgatója.
- Innen származott Erythraeus János evangélikus lelkész.
- Itt dolgozott Karl Planitz (1764-1835) római katolikus prépost-kanonok.